# Herringe (plaats)
Herringe is een plaats in de Deense regio Zuid-Denemarken, gemeente Faaborg-Midtfyn. De plaats telt 201 inwoners (2020).